# جین کمپل (بازیکن فوتبال)
کرولین جین کمپل (انگلیسی: Carolyn Jane Campbell؛ زادهٔ ۱۷ فوریهٔ ۱۹۹۵) بازیکن فوتبال در پست دروازه‌بان اهل ایالات متحده آمریکا است.

## باشگاهی
از باشگاه‌هایی که در آن بازی کرده‌است می‌توان به هیوستون دش اشاره کرد.

## تیم ملی
وی همچنین در تیم‌های ملی فوتبال United States women's national under-17 soccer team, United States women's national under-20 soccer team, United States women's national under-23 soccer team، و زنان ایالات متحده آمریکا بازی کرده‌است.

## نگارخانه

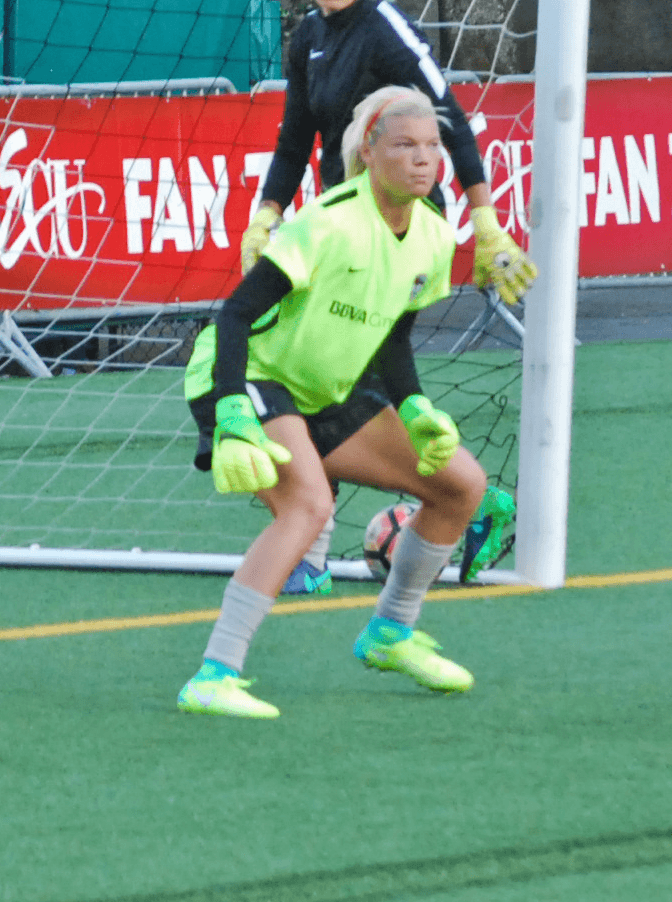